# Nedzsemibré
Nedzsemibré ókori egyiptomi fáraó volt, a XIII. dinasztia egyik uralkodója. Kim Ryholt és Darrell Baker szerint a dinasztia tizenkettedik királya volt, és rövid ideig uralkodott i. e. 1780 körül, Detlef Franke és Jürgen von Beckerath szerint a tizenegyedik, és i. e. 1736 körül uralkodott.
Nedzsemibré egyedül a XIX. dinasztia idején íródott torinói királylistáról ismert. Ezen neve a hetedik oszlop 14. sorában (Gardiner olvasata szerint a 6. oszlop 14. sorában) szerepel, uralkodásának ideje hiányosan maradt fenn, „7 hónap és … nap”. Mivel utódjának, Haanhré Szobekhotepnek számos említése maradt fenn, és sehol nem említik, ki volt az apja, Ryholt feltételezi, hogy Szobekhotep nem volt királyi származású és elfoglalta a trónt Nedzsemibrétől.

## Fordítás
- Ez a szócikk részben vagy egészben  a   Nedjemibre című angol Wikipédia-szócikk ezen változatának fordításán alapul.  Az eredeti cikk szerkesztőit annak laptörténete sorolja fel. Ez a jelzés csupán a megfogalmazás eredetét és a szerzői jogokat jelzi, nem szolgál a cikkben szereplő információk forrásmegjelöléseként.